# Anna Voy Kunith
Anna Voy Kunith (* 3. September 1979 in Berlin) ist eine deutsche Schauspielerin.
2002 schloss sie ihre Schauspielausbildung ab und spielte kleine TV-Rollen. Mit den Kurzfilmen „Nichts weiter als“ und „Zwei Welten“ hatte sie großen Erfolg.
2005/2006 wurde Kunith durch die Rolle der Lina Bütow in der ARD-Telenovela Sophie – Braut wider Willen einem größeren Publikum bekannt.
Zuletzt spielte Kunith die Hauptrolle in der ARD-Telenovela Das Geheimnis meines Vaters.

## Filmografie (Auswahl)
- 2005: Zwei Welten
- 2005–2006: Sophie – Braut wider Willen, Rolle: Lina Bütow
- 2006: Das Geheimnis meines Vaters, Rolle: Jule Kämpe
- 2008: Gefühle und so (Kurzfilm), Rolle: Iris